# Exclusion anionique
L'expression exclusion anionique désigne dans le domaine de l'hydrogéologie et des sciences des sols un phénomène de réduction de la « porosité accessible » aux anions (mais non à l'eau) dans les milieux poreux dont les interfaces avec l'eau sont négativement chargés.  
Autrement dit ;  dans les milieux à pores très fins (argiles par exemple) la diffusion des anions dans les pores d'un substrat poreux est limitée ou interdite alors que l'eau peut circuler (dans une argile ou argilite par exemple) ; Dans d'autres cas, au contraire (pores plus larges, dans la craie par exemple) l'exclusion anionique chasse les anions en les accélérant par rapport à l'eau.
C'est un phénomène qui n'a que récemment été mesuré et mieux compris, mais qui est encore en cours d'exploration pour certains de ses aspects. 

Il peut avoir des conséquences importantes en hydrogéologie, et pour la bonne compréhension et modélisation de la circulation des anions (diffusivité effective) dans certains sols, sous-sols et nappes phréatiques.

## Explication
L'exclusion anionique résulte des charges électriques négatives portées par la surface des minéraux naturels (craies, argiles...). Ces charges tendent à repousser (force électrostatique) les anions vers le centre des pores et empêchent éventuellement leur entrée dans les micropores  ou dans les nanopores, modifiant la répartition des anions, par rapport à ce qu'elle serait dans un milieu électrostatiquement neutre. 
À titre d'exemple, dans certaines argilites (argilites du Callovo-Oxfordien de Bure), tout se passe comme si la « tortuosité » du réseau de pore et la « constrictivité » des pores était augmentée, pour les anions uniquement.
Parmi les facteurs intervenant a priori dans l'amplitude du phénomène d’exclusion anionique figurent :
- le coefficient de diffusion moléculaire lié aux caractéristiques minéralogiques du substrat (incluant hétérogénéités internes plus ou moins importantes)
- la taille des anions hydratés considérés
- la charge de l’anion
- des effets particuliers dans certains substrats prenant la consistance de gels

## Enjeux et implications
Ce phénomène qui n'est pris en compte par les modèles que depuis peu a une grande importance dans certains cas :
- suivi de polluants et de leur chemin diffusif (« transport diffusif »)dans une nappe phréatique,
- suivi de « panache » de diffusion d'un polluant dans le sol, mur, paroi de réservoir…,
- stockage de produits toxiques ou radioactifs dans les argiles
- études ou modélisation de phénomènes de sorption
- prévision ou modélisation du comportement de solutés dans le sol ou certaines nappes.

Dans les milieux nanoporeux ou poreux compactés (argiles non expansées), les anions ne peuvent accéder à tout ou partie de la porosité, ce qui a été observé à l'occasion d'études avec radiotraceurs dans les argilites  ou argiles compactes de Bure, de Boom (Put et De Cannière, 1994) ou dans les argiles à Opalinum du Mont Terri (Tevissen et al., 2004 ;Van Loon et Soler, 2004 ; Wersin et al., 2004).
Selon la taille des pores la circulation des ions peut être fortement accélérée ou au contraire fortement réduire (par rapport à de l'eau tracée au moyen d'un radiotraceur (tritium sous forme d'eau tritiée).
Le phénomène d'exclusion anionique peut lui-même être influencé par des facteurs tels que la force ionique (qui l'amplifie, comme le prévoyait la théorie dite de la double couche), la température, des hétérogénéités minéralogiques, etc.
Les études de ce phénomène montrent que la mesure de la diffusion de l'eau tritiée (HTO) dans un substrat (craie, argile) ne peut en aucun cas être considérée comme prédictive ou indicative du transport des anions. Ainsi dans l'argilite du Callovo-Oxfordien étudiée par le laboratoire de Bure, pour « On note une assez bonne homogénéité des paramètres du transport de HTO sur des échantillons pourtant prélevés à des profondeurs différentes et correspondant à des forages éloignés. Pour le 36Cl-, la variabilité est au contraire plus forte, montrant une exclusion anionique variable suivant les échantillons ». Dans ce cas, l'auteur a conclu que « Malgré l’hétérogénéité de la formation argileuse et les erreurs inhérentes, les résultats obtenus montrent clairement que l’exclusion anionique limite la rétention chimique des espèces anioniques dans les argilites du Callovo-Oxfordien » (...)« La prise en compte de l’intensité de l’exclusion anionique est indispensable pour le développement d’un modèle de migration des solutés anioniques dans les milieux argileux compacts »